# Eugen Ovidiu Chirovici
Eugen Ovidiu Chirovici (Fogaras, 1964. május 11. –) román író, aki 2012 óta Nyugat-Európában él és angol nyelven ír.

## Életpályája
Román–magyar–német vegyes család gyermekeként született.
1988-ban elvégezte a bukaresti Közgazdaságtudományi Akadémiát. Közgazdászként dolgozott és ezen a téren tanulmányokat végzett még a Glasgow-i Egyetemen, valamint továbbképzéseken vett részt a Világbanknál.
Újságíróként is elkezdett dolgozni. 1992 és 2000 között a Curierul Național napilap riportere, szerkesztője, majd osztályfőnöke, helyettes főszerkesztője és főszerkesztője volt, és közreműködött olyan rádió- és tévéadókkal, mint a Szabad Európa Rádió, a BBC és a Román Televízió. 2000-ben végrehajtó igazgatóként a B1 TV megalapításán dolgozott, majd 2002-ig vezette azt. Ugyanabban az évben Adrian Năstase miniszterelnök gazdasági tanácsadója lett. 2003 és 2007 között államtitkári ranggal a Kis- és Középvállalkozások Nemzeti Ügynökségének elnöke volt, majd 2008-tól 2012-ig a Román Nemzeti Bank igazgatótanácsának tanácsadója. Szakmájával kapcsolatban sok cikket és könyvet jelentetett meg.
E. O. Chirovici-ot szakmáján kívül foglalkoztatta még a nemzetközi politika és a történelem. Ezeken a tereken is írt cikkeket és könyveket. Egy másik szakmán kívüli tevékenysége az volt, hogy 2003 és 2010 között szabadkőművesként a Romániai Nemzeti Nagypáholy nagymesteri tisztségét töltötte be.
Időrendben az első nagy művészeti szenvedélye a festőművészet volt. Az 1980-as évek vége felé és az 1990-es évek elején több tíz festményt adott el művészeti galériáknak, és azután is foglalkozott mellékesen festészettel.
Irodalommal is korán kezdett foglalkozni. Egyébként rokonai között voltak ilyen érdeklődésűek: apai nagyapja prózát és verseket írt, két nagybácsija pedig újságírás mellett verseket is írt. Ő maga gyerekkora óta sokat olvas, sőt, első elbeszélését saját magának kilencéves korában írta, majd verseket és kisprózát is. Az a vágya, hogy író legyen már sokkal azelőtt volt meg, hogy első írása megjelent volna. Ez 1989-ben történt meg, amikor a marosvásárhelyi Vatra folyóirat egyik kisprózáját közölte. 1991-ben az első két regénye jelent meg, Masacrul (A vérfürdő) és Comando pentru general (Kommandó a tábornok számára), amelyek mindegyikéből 100.000 példány kelt el, és néhány héten át a România literară folyóirat toplistájának első helyét foglalták el. Ezeken kívül még tíz regényt, tíz novellát és számos rövid elbeszélést is megjelentetett.
2012-ben E. O. Chirovici fia Angliában már elvégezte az egyetemet és ott dolgozott, valamint felesége is állásajánlatot kapott Angliában. Ezért Chirovici 48 éves korában feladta a Nemzeti Bankbeli állását, és ő is Angliába költözött azzal a gondolattal, hogy csak írással foglalkozzon.
2014-ben megjelent angolul egy kisebb amerikai kiadónál a The Second Death (A második halál) című regénye, amelyet előbb románul adtak ki 2006-ban.
Bár jól tudott angolul, nem volt könnyű áttérnie az e nyelven való írásra. Az Angliában írt első regényének első változatát románul írta meg, és csak azután ültette át angolra. Ezt a regényt, a The Book of Mirrorst (Tükrök könyve) csak 2017-ben sikerült megjelentetnie sok megpróbáltatás után. Egy éven át száznál több amerikai irodalmi ügynökségnek ajánlotta fel. Végül tíz kérte el a kéziratot, de indoklás nélkül mind visszautasították. Mivel csak kis könyvkiadók dolgoznak közvetlenül szerzőkkel, felajánlotta egy ilyen angliai kiadónak. Ennek tulajdonosa elmagyarázta neki, hogy a regény túl jó ahhoz, hogy ő adja ki: nem tudná biztosítani a megfelelő forgalmazását és keveset jövedelmezne. Ezért azt tanácsolta, hogy keressen még fel ügynökségeket. Három ezúttal angliai ügynök közül az egyik rögtön elfogadta, és egy hónap múltán már 30 országban el is adta. 2018-ig a könyvet 39 nyelven, 40-nél több országban, 400.000 példányban adták el.
2017-ben, amikor felesége az Európai Bizottságnál kezdett dolgozni, az író is Brüsszelbe költözött.
2018-ban következett E. O. Chirovici újabb könyve, a Bad Blood (Rossz vér). Ezt a regényt és az előzőt is az angol nyelvű országokban csak krimikként népszerűsítették, mivel, az író szavai szerint a kimondottan szépirodalmi műveket nem nagyon olvassák, viszont Németországban, Franciaországban vagy Olaszországban krimit magukban foglaló irodalmi regényekként forgalmazzák, mivel a közönségnek másféle ízlése van. Mindkettőben az a közös, hogy az önazonosság, az emlékezet csapdái, a múltbeli eseményekről való torz képünk témájával foglalkozik.
2020-ban az író Firenzébe költözött, de Bukarestbe is rendszeresen visszajár. Könyveit románul is kiadják, és ő továbbra is román állampolgár.

## Főbb művei

### Nem fikciós könyvek
- 2001 – Națiunea virtuală. Eseu despre globalizare (A virtuális nemzet. Esszé a globalizációról). Jászvásár: Polirom[8]
- 2005 – Misterele istoriei. Religie, politică, bani (A történelem rejtélyei. Vallás, politika, pénz). Bukarest: RAO[9]
- 2008 – Noua economie. ABC pentru viitorii milionari (Az új gazdaság. Abécé a jövő milliomosainak). RAO[10]
- 2009 – Puterea (A hatalom). RAO[11]
- 2014

– Gods, Weapons and Money: The Puzzle of Power (Javak, fegyverek és pénz. A hatalom puzzle-ja). Nortia Press (USA)
– Rumors That Changed the World. A History of Violence and Discrimination (A világot megváltoztató híresztelések. Az erőszak és a megkülönböztetés története). Rowman and Littlefield (USA)

### Regények
- 1991

– Masacrul (A vérfürdő). Bukarest: Calypso
– Comando pentru general (Kommandó a tábornok számára). Calypso
- 2006 – A doua moarte (A második halál). RAO[16]
- 2007

– Suflete la preț redus (Lelkek leszállított áron). RAO
– La broasca leșinată (Az ájult békához). RAO
- 2009 – Labyrinth.com. RAO[19]
- 2010

– Voodoo. RAO
– Pulbere neagră (Fekete por). RAO
- 2011

– Hoodoo Creek. RAO
– Cine a ucis-o pe Nora Jones? (Ki ölte meg Nora Jonest?). RAO
- 2012

– Sanitarium. Locul în care nimic nu este ce pare a fi (Sanitarium. A hely, ahol semmi sem az, aminek tűnik). RAO
– O amintire de la Paris (Párizsi emlék). RAO
- 2014 – The Second Death (A második halál). eLectio Publishing (USA)[6]
- 2017 – The Book of Mirrors (Tükrök könyve). Penguin Random House (Egyesült Királyság)[22]
- 2017 – Cartea oglinzilor. RAO (az előző román fordítása)[20]
- 2018

– Bad Blood (Rossz vér). London: Serpent's Tail (Egyesült Királyság)
– Cartea secretelor. RAO (az előző román fordítása)
Magyarul E. O. Chirovici utolsó két könyve jelent meg:
- Tükrök könyve. Budapest: GABO. 2017 (Komló Zoltán fordítása)
- Rossz vér. Budapest: GABO. 2018 (Komló Zoltán fordítása)

## Adaptáció
2024 márciusában bemutatták a Tükrök könyve nyomán készített Sleeping Dogs (Szunnyadó vérebek) című ausztrál–amerikai filmet.